# 亞洲網絡論壇
亞洲網絡論壇，英文名稱為Asia Network Forum（ANF），由中華人民共和國、日本國、大韓民國、中華台北、新加坡共和國發起。粗體代表創始會員。

## 参与機構
| 國家或地区名稱 | 機構名稱              |
| -------------- | --------------------- |
| 中华人民共和国 | 中國品質認證中心(CQC) |
| 日本           | 日本品質保證組織(JQA) |
| 大韓民國       | 韓國測試實驗室(KTL)   |
| 中華臺北       | 台灣電子檢驗中心(ETC) |
| 新加坡         | 新加坡PSB公司         |

## 論壇起源
創造高效率是製造商及經銷商敲進亞洲市場的願望，特別是ANF致力創造一個無疆界之網絡，其產品及零件可暢行於亞洲，消除反覆的測試及驗證。

## 主要目標
- 針對電子電機產品之技術標準及符合性評鑑要求之調和，使此產品能在亞洲內暢行。
- 在各會員組織加強技術能力的合作。
- 建立、發展、提升及運作一個單一電子平台，能方便取得指令及產品符合性之資訊。
- 於國際會議中，在主要的國際標準及符合性評鑑要求的議題上，扮演反應亞洲意見之主要角色。

## 外部連結
- 亞洲網絡論壇Archive.today的存檔，存档日期2013-05-03